# Crime of Innocence
Crime of Innocence is een televisiefilm uit 1985 onder regie van Michael Miller. De dramafilm werd uitgezonden door CBS Television.
De film gaat over twee tienermeiden die ten onrechte een nacht de gevangenis in moeten voor een kleine overtreding, aangezien de strenge rechter denkt dat een nacht in de gevangenis ze goed zal doen. Wat er in de gevangenis gebeurt, zal de levens van de meiden voorgoed veranderen...

## Rolverdeling
| Acteur        | Personage             |
| ------------- | --------------------- |
| Andy Griffith | Judge Julius Sullivan |
| Diane Ladd    | Rose Hayward          |
| Steve Inwood  | Dennis Spector        |
| Shawnee Smith | Jodi Hayward          |
| Ralph Waite   | Frank Hayward         |
| Brent Spiner  | Hinnerman             |
| Tammy Lauren  | Rene Peterson         |
| Alex McArthur | Cory Yeager           |
| Brian Robbins | Lonnie                |